# Орєхова Горка
Орєхова Горка (рос. Ореховая Горка) — присілок у Кінгісеппському районі Ленінградської області Російської Федерації.
Населення становить 7 осіб. Належить до муніципального утворення Івангородське міське поселення.

## Історія
Згідно із законом від 28 жовтня 2004 року № 81-оз належить до муніципального утворення Івангородське міське поселення.

## Населення
| 1997 | 2007 | 2010 | 2017 |
| ---- | ---- | ---- | ---- |
| 2    | ↗7   | ↗10  | ↘7   |